# ثيبيرسيكوم
ثيبيرسيكوم (باللاتينية: Thubursicum) كانت مدينة رومانية بربرية في موريطانيا القيصرية. تقع في ولاية سوق أهراس الحالية بالجزائر.